# 670

## Nașteri
- dată necunoscută: Tariq ibn-Ziyad  (d. 720)
- dată necunoscută: Peripețiile lui Juha  (d. ?)

## Decese
- dată necunoscută: Brahmagupta  (n. 598)